# رافيندرا جاديجا
رافيندراسينه أنيرودسينه جاديجا (مواليد 6 ديسمبر 1988) هو لاعب كريكيت هندي يمثل المنتخب الوطني حاليًا في صيغتي يوم واحد دولي وتيست. إنه لاعب متعدد المهارات، يضرب باليد اليسرى ويرمي الكرة بذراعه اليسرى بطريقة تقليدية. تم الإشادة به على نطاق واسع باعتباره أحد أعظم اللاعبين متعددي المهارات ومن بين أفضل لاعبي الميدان في تاريخ لعبة الكريكيت، وقد اكتسب سمعة اللاعب متعدد المهارات بالكامل، وترسخت هذه السمعة أكثر في عام 2025 عندما أصبح اللاعب متعدد المهارات الذي تولى أطول فترة حكم متتالية في العالم في تصنيفات آي سي سي. كان جاديجا هو صاحب الويكيت الرائد في بطولة الأبطال لعام 2013 ‏ وحصل على جائزة رجل المباراة كعضو في الفريق الفائز بالنهائي. كان جزءًا من الفريق الذي فاز بكأس العالم تي 20 لعام 2024، وبعد ذلك أعلن اعتزاله من مباريات تي 20. يمثل سوراشترا في لعبة الكريكيت من الدرجة الأولى وكان قائدًا لفريق تشيناي سوبر كينجز في الدوري الهندي الممتاز. جاديجا هو سابع أعلى لاعب في مباريات اليوم الواحد في الهند برصيد 220 ويكيت.
كان جاديجا نائب قائد فريق الكريكيت الهندي تحت 19 سنة الذي فاز بكأس العالم في ماليزيا عام 2008، تحت قيادة القائد الهندي السابق فيرات كوهلي. خاض أول مباراة له في بطولة يوم واحد دولي ضد سريلانكا في 8 فبراير 2009 وسجل 60 نقطة دون أن يهزم من 77 كرة في تلك المباراة. ومع ذلك، جاء ظهوره الأول في الاختبار بعد أربع سنوات تقريبًا، في 13 ديسمبر 2012، ضد إنجلترا في ناجبور.
تم شراء جاديجا مقابل 2 دولار مليون دولار من قبل نادي تشيناي سوبر كينجز في مزاد لاعبي الدوري الهندي الممتاز لعام 2012. تم شراؤه من قبل فريق غوجارات ليونز في مزاد لاعبي الدوري الهندي الممتاز لعام 2016 مقابل  كرور روبية بعد حظر فريق تشيناي سوبر كينجز من الدوري الهندي الممتاز لمدة موسمين. في 22 يناير 2017، أصبح جاديجا أول لاعب هندي يلعب بالذراع اليسرى يحصل على 150 ويكيت دوليًا في اليوم الواحد، عندما تغلب على سام بيلينجز في إيدن جاردنز، كلكتا. في مارس 2017، أصبح اللاعب المصنف الأول في العالم، تاركًا خلفه رافيشاندران أشوين الذي احتفظ بهذا المنصب لفترة طويلة. تم الإعلان عنه كقائد لفريق تشيناي سوبر كينجز في الدوري الهندي الممتاز لموسم 2022، خلفًا لـ إم إس دوني. ومع ذلك فقد تنحى عن منصبه في منتصف الموسم.

## النشأة
وُلدت جاديجا في 6 ديسمبر 1988 في عائلة راجبوت هندوسية غوجاراتية في مدينة نافاجام جيد في منطقة جامناجار في غوجارات. كان والده أنيرود حارسًا في وكالة أمنية خاصة. أراد والده أن يصبح ضابطًا في الجيش، لكن اهتمامه كان منصبًا على لعبة الكريكيت، وكان خائفًا من والده في طفولته. توفيت والدته لاتا في حادث عام 2005، وكادت صدمة وفاة والدته أن تجعله يتوقف عن لعب الكريكيت. أخته ناينا ممرضة. يعيش في جامناجار.

## المسيرة المحلية

### مسيرة الشباب
شارك جاديجا لأول مرة مع منتخب الهند تحت 19 عامًا في عام 2005 عندما كان يبلغ من العمر 16 عامًا. تم اختياره ضمن تشكيلة المنتخب الهندي لكأس العالم للكريكيت تحت 19 سنة 2006 في سريلانكا. احتلت الهند المركز الثاني في البطولة حيث تألقت جاديجا في المباراة النهائية ضد باكستان بحصولها على ثلاثة ويكيتات. كان نائب قائد الفريق الهندي المنتصر في كأس العالم للكريكيت تحت 19 سنة 2008. لقد لعب دورًا حاسمًا بالكرة في البطولة، حيث حصل على 10 ويكيت في ست مباريات بمعدل 13.60.

### كريكيت من الدرجة الأولى
خاض جاديجا أول مباراة له في الدرجة الأولى في بطولة دوليب تروفي 2006–07. لعب لفريق ويست زون في كأس دوليب ولعب لفريق سوراشترا في كأس رانجي.
في عام 2012، أصبح جاديجا اللاعب الثامن في التاريخ، وأول لاعب هندي، يسجل ثلاثة قرون ثلاثية من الدرجة الأولى في مسيرته، لينضم إلى دون برادمان، وبريان لارا، وبيل بونسفورد، ووالي هاموند، ودبليو جي جريس، وجرايم هيك، ومايك هاسي. جاء أول أهدافه في أوائل نوفمبر 2011 ضد أوريسا، حيث سجل 314 نقطة من 375 كرة. وجاء هدفه الثاني في نوفمبر 2012 ضد جوجارات، حيث سجل 303 نقطة دون أن يخرج. وجاء هدفه الثالث ضد فريق ريلوايز في ديسمبر 2012، حيث سجل 331 نقطة في 501 كرة. وصلت جاديجا إلى هذا الإنجاز في سن مبكرة تبلغ 23 عامًا فقط.

## المسيرة الدولية
لفت جاديجا انتباه المنتخبين الوطنيين بأدائه القوي الشامل في بطولة رانجي 2008–09 – 42 ويكيت و739 جولة – وتم اختياره لسلسلة مباريات يوم واحد دولي في سريلانكا. وجاء ظهوره الدولي الأول في المباراة النهائية من السلسلة في 8 فبراير 2009، حيث سجل 60 نقطة، على الرغم من خسارة الهند للمباراة. في بطولة العالم العشرين لعام 2009، تعرض جاديجا لانتقادات بسبب عدم تسجيله للأهداف بسرعة كافية في خسارة الهند أمام إنجلترا. بعد أن عانى اللاعب الشامل يوسف باثان من خسارة في مستواه، أخذ جاديجا مكانه في المركز السابع في فريق يوم واحد دولي في أواخر عام 2009. في المباراة الثالثة ضد سريلانكا في كوتاك في 21 ديسمبر 2009، حصل جاديجا على جائزة رجل المباراة بعد حصوله على أربعة ويكيتات. أفضل نتيجة له في البولينج هي 4–32.
عاد إلى صفوف المنتخب الهندي في المباراة الثالثة ضد إنجلترا في ملعب ذا أوفال في لندن. وبعد وصوله إلى الملعب مع تقدم الهند 58–5 بعد 19 جولة، سجل 78 نقطة، وأضاف 112 نقطة مع القائد ماهيندرا سينغ دوني و59 نقطة من 5.1 جولة فقط مع رافيشاندران أشوين لمساعدة فريقه على الوصول إلى 234–7 في 50 جولة. كما حصل على 2–42 من أصل 9 أشواط وتم اختياره «لاعب المباراة»، لكن إنجلترا فازت بالمباراة التي تأثرت بالأمطار. كان أداؤه في المباراة الرابعة من مباريات اليوم الواحد في ملعب لوردز مختلطًا: فقد سمح بأربعة رميات حاسمة برمية سيئة من الحدود، لكنه بعد ذلك حصل على فرصة الإمساك بالكرة من الحدود في الكرة الأخيرة.
في المباراة الثانية من الجولة الأسترالية تي 20I في فبراير 2012، حصل جاديجا على أرقام 1/16 في 3 أشواط وتسبب في خروج اثنين من اللاعبين في الأدوار الأسترالية. فازت الهند بالمباراة وحصل جاديجا على جائزة رجل المباراة، وذلك بشكل أساسي لجهوده الميدانية.
بعد أدائه الرائع في بداية موسم كأس رانجي 2012–13، عندما سجل 300+ نتيجتين في 4 مباريات (4/125 ثم 303* ضد جوجارات في سورات ؛ 331 و3/109 ضد السكك الحديدية في راجكوت في كأس رانجي 2012–13)، تم استدعاؤه للانضمام إلى فريق الاختبار الهندي المكون من 15 عضوًا للعب الاختبار الرابع ضد إنجلترا في ناجبور. في أول مباراة اختبارية له ضد إنجلترا في ناجبور، لعب 70 كرة واختار 3/117.
خلال المباراة الثانية من سلسلة مباريات اليوم الواحد بين الهند وإنجلترا في كوتشي، سجل جاديجا 61 نقطة من 37 كرة فقط، مما رفع رصيد الهند إلى 285 نقطة. وفي الشوط الثاني، رمى 2 من 12 في 7 أشواط، مما ساعد الهند على الفوز على إنجلترا بفارق 127 جولة وتعادل السلسلة 1–1. أدى هذا الأداء إلى حصول جاديجا على جائزة رجل المباراة.
في الفوز التاريخي 4–0 في سلسلة اختبارات المنزل ضد أستراليا في فبراير ومارس 2013، أخذ جاديجا 24 ويكيت، وطرد قائد أستراليا مايكل كلارك خمس مرات من أصل ست مرات في السلسلة، مما عزز مكانه في الفريق كلاعب شامل، على الرغم من عدم مساهمته كثيرًا بالمضرب. حصل على جائزة رجل المباراة بفضل حصوله على سبعة ويكيتات، بما في ذلك خمسة ويكيتات في الجولة الثانية من المباراة النهائية للاختبار. لقد لعب دورا هاما بالنسبة للهند في رفع كأس أبطال الكريكيت الدولي لعام 2013. وكان صاحب أعلى عدد من الويكيتات في البطولة برصيد 12 ويكيت، مما جعله يفوز بالكرة الذهبية. سجل 33* بالمضرب وأخذ 2 ويكيت في المباراة النهائية ضد إنجلترا. تم اختياره أيضًا كجزء من «فريق البطولة» من قبل آي سي سي وإي إس بي إن كريك إنفو.
تم تصنيفه باعتباره اللاعب رقم 1 في لعبة الكريكيت يوم واحد دولي من قبل آي سي سي في أغسطس 2013. كان جاديجا أول لاعب بولينج هندي يتصدر التصنيف منذ أنيل كومبل، الذي تصدر الجدول في عام 1996. وهو رابع لاعب بولينج هندي يحتل المرتبة الأولى بعد كابيل ديف ومانيندر سينغ وكومبل.
سجل جاديجا أول خمسين نقطة في مباراة اختبارية له في 20 يوليو 2014، حيث لعب ضد إنجلترا وأنقذ المباراة للهند، التي كانت تكافح عند 235/7. سجل 68 جولة من 57 كرة فقط. ساعدت شراكته مع بوفنيشوار كومار في تسجيل 99 نقطة للهند في تحديد هدف لإنجلترا وهو 319 نقطة.
تم اختيار جاديجا للمشاركة في كأس العالم للكريكيت 2015 في أستراليا ونيوزيلندا على الرغم من عدم لياقته الكاملة بسبب إصابة في الكتف. حصل على 9 ويكيت في 8 مباريات. وكانت عودته بالمضرب متواضعة، إذ سجل 57 نقطة فقط من أصل 5 أدوار. وخسرت الهند أمام أستراليا في الدور نصف النهائي. بعد أدائه الضعيف في سلسلة مباريات اليوم الواحد التالية في بنغلاديش، تم استبعاده من الفريق الهندي.
عاد جاديجا بقوة في موسم رانجي التالي (2015–16)، حيث حصل على 38 ويكيت من أربع مباريات و215 جولة، بما في ذلك ثلاث نقاط 50+. وقد تم مكافأة أدائه القوي باختياره لفريق الاختبار الهندي الذي يواجه جنوب إفريقيا على أرضه. ساعد جاديجا فريقه على تحقيق النصر، من خلال أخذ 23 ويكيت في 4 مباريات. وسجل 109 أشواط في السلسلة، والتي تضمنت ضربات حاسمة في أسفل الترتيب. تم تضمين جاديجا في فريق الهند المحدود الذي قام بجولة في أستراليا للعب خمس مباريات يوم واحد دولي وثلاث مباريات تي 20. في مباريات يوم واحد دوليs، لعب جاديجا بشكل اقتصادي في سلسلة تم فيها تسجيل أكثر من 3000 جولة في خمس مباريات. وحصل على ثلاثة ويكيت بمعدل اقتصادي بلغ 5.35. وكان ثاني أعلى لاعب في أخذ الويكيت في مباريات تي 20، حيث حصل على خمسة ويكيت في ثلاث مباريات. في المباراة الثانية من السلسلة، حصل جاديجا على صيد رائع من رميته الخاصة ليحصل على الويكيت المهم لشين واتسون، كما أخرج أيضًا آرون فينش، الذي كان يضرب عند 74 في تلك اللحظة.
خلال جولة أستراليا الاختبارية في الهند في عام 2017، شارك جاديجا في جميع الاختبارات الأربعة ضد السياح. حصل على 25 ويكيت وصنع نصف قرنين من الزمن، مما أكسبه لقب أفضل لاعب في المباراة في الاختبار الرابع بالإضافة إلى جائزة أفضل لاعب في السلسلة.
أصبح هو ورافيشاندران أشوين ‏ أول ثنائي من لاعبي الغزل يحتل المرتبة الأولى في تصنيفات اختبارات آي سي سي في تاريخها. في 5 أغسطس 2017، أصبح جاديجا أسرع لاعب بولينج يساري يصل إلى 150 ويكيت من حيث عدد المباريات التجريبية التي لعبها (32).
في 5 أكتوبر 2018، سجل قرنه الأول في الاختبارات. في مارس 2019، خلال المباراة الثانية من مباريات اليوم الواحد ضد أستراليا، أصبح جاديجا ثالث لاعب كريكيت للهند يسجل 2000 نقطة ويحصل على 150 ويكيت في مباريات اليوم الواحد. في أبريل 2019، تم اختياره ضمن تشكيلة الهند لكأس العالم للكريكيت 2019.
في أكتوبر 2019، في أول اختبار ضد جنوب إفريقيا، أخذ جاديجا الويكيت رقم 200 في لعبة الكريكيت الاختبارية.
في 6 أغسطس 2021، أثناء الضرب خلال الجولة الأولى من أول مباراة اختبارية ضد إنجلترا في ترينت بريدج، أصبح جاديجا خامس لاعب هندي وخامس أسرع لاعب يسجل 2000 نقطة ويحصل على 200 ويكيت في الاختبارات.
في سبتمبر 2021، تم اختيار جاديجا ضمن تشكيلة الهند لكأس العالم آي سي سي للرجال تي 20 لعام 2021. تم أيضًا تسمية شريكه في لعبة البولينج في العديد من المناسبات، آر أشوين، في الفريق بعد 4 سنوات من الغياب عن فريق الكرة البيضاء.
في 5 مارس 2022، في مباراة اختبارية ضد سريلانكا، سجل جاديجا 175 نقطة *، محققًا رقمًا قياسيًا هنديًا في الاختبار لأعلى نتيجة حققها لاعب رقم 7 أو أقل، محطمًا الرقم القياسي الذي يبلغ من العمر 36 عامًا لكابيل ديف. ثم حصل على 5/41 ثم 4/46 في الجولتين، مسجلاً أرقام المباراة 9/87 لمساعدة الهند في الفوز على سريلانكا بجولة و222 جولة.
سجل أول قرن له في الخارج في مباراة الاختبار الخامسة من جولة الهند في إنجلترا عام 2022.
في يوليو 2022، تم تعيينه نائبًا لقائد منتخب الهند في سلسلة مباريات يوم واحد دولي خارج أرضه ضد جزر الهند الغربية.
في سبتمبر 2022، تم اختيار جاديجا ضمن تشكيلة الهند لكأس العالم آي سي سي للرجال تي 20 لعام 2022 لكنه لم يتمكن من اللعب بسبب إصابة خطيرة في الركبة. بعد فترة نقاهة استمرت خمسة أشهر، عاد جاديجا إلى فريق الاختبار للمشاركة في النسخة المحلية من كأس بوردر-جافاسكار في 9 فبراير في ناجبور، حيث حقق خمسة ويكيتات. جاديجا يصبح أسرع لاعب هندي يحصل على 250 ويكيت ويسجل أكثر من 2500 نقطة في لعبة الكريكيت الاختبارية.

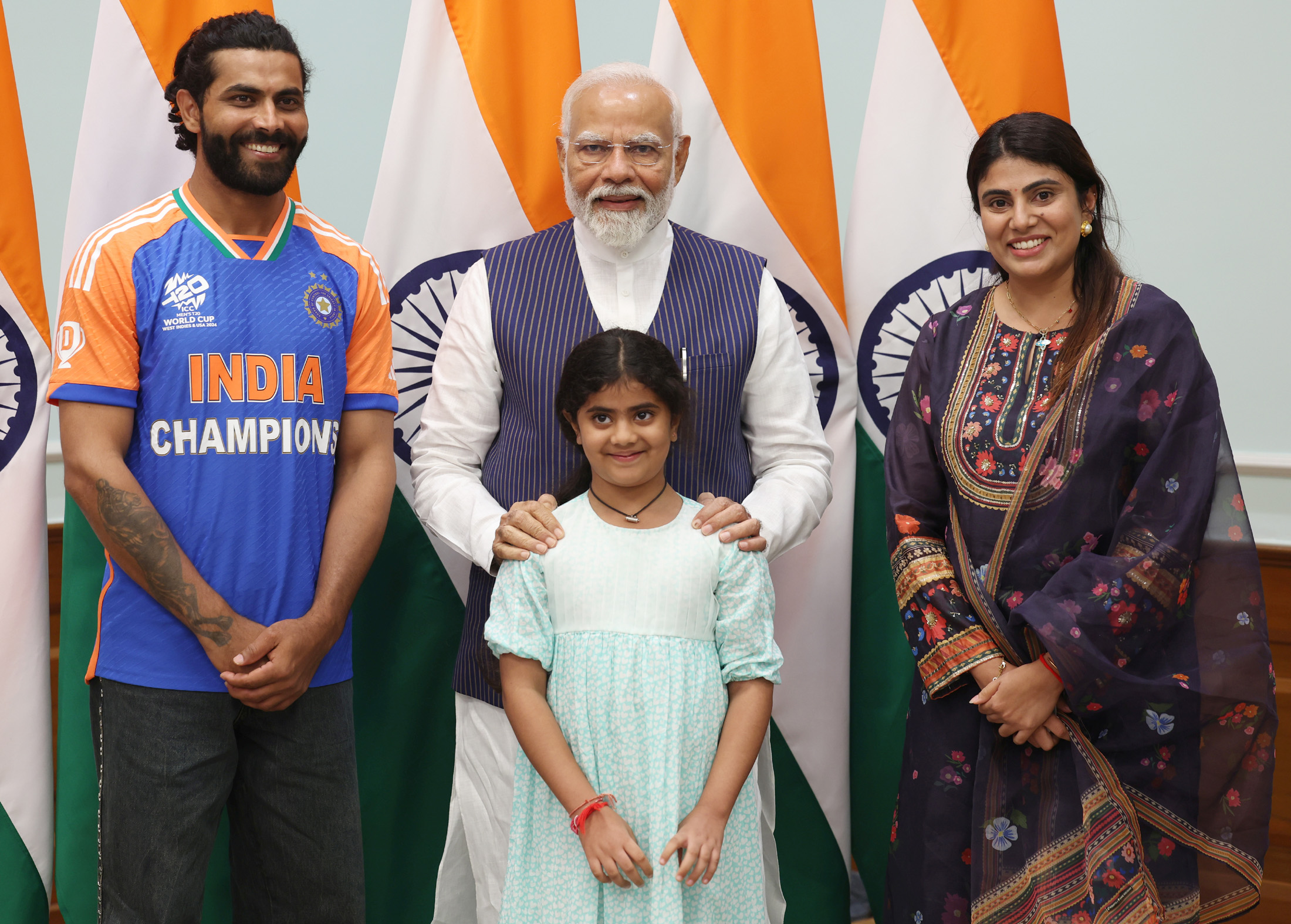
عائلة جاديجا تلتقي بناريندرا مودي في عام 2024

في مايو 2024، تم اختياره ضمن تشكيلة الهند لبطولة كأس العالم آي سي سي للرجال تي 20 لعام 2024.

## الدوري الهندي الممتاز
تم اختيار رافيندرا جاديجا من قبل نادي راجاستان رويالز للموسم الافتتاحي للدوري الهندي الممتاز (IPL) في عام 2008، ولعب دورًا مهمًا في فوزهم (هزم رويالز فريق تشيناي سوبر كينجز في النهائي). سجل جاديجا 135 نقطة من 14 مباراة بمعدل ضربات بلغ 131.06، وكان أفضل نتيجة له هي 36* ضد بنجاب كينغز. وقد كان أداؤه أفضل في عام 2009، حيث سجل 295 نقطة بمعدل ضربات بلغ 110.90، واستقبل أقل من 6.5 نقطة في كل جولة. أشار شين وارن، قائد فريق راجاستان رويالز، إلى جاديجا باعتباره «نجمًا في طور التكوين». كما أطلق عليه وارن لقب «نجم الروك».
غاب جاديجا عن بطولة الدوري الهندي الممتاز لعام 2010 بسبب الحظر الناجم عن مخالفات تعاقدية. في عام 2011، تم شراؤه من قبل نادي كوتشي توسكرز كيرالا مقابل 950 ألف دولار. تم إنهاء مشاركة فريق كوتشي توسكرز في الدوري الهندي الممتاز في سبتمبر 2011، وفي مزاد لاعبي الدوري الهندي الممتاز لعام 2012، تم شراء جاديجا من قبل فريق تشيناي سوبر كينجز مقابل 2 مليون دولار (حوالي 9.8 كرور روبية في ذلك الوقت) بعد التعادل مع فريق ديكان تشارجرز الذي قدم نفس المبلغ. كان جاديجا هو اللاعب الأكثر تكلفة في مزاد العام. فاز بجائزة رجل المباراة في المباراة الثانية من الموسم ضد ديكان تشارجرز لأدائه الشامل (48 جولة من 29 كرة، 5/16 في 4 أشواط).
بفضل أدائه في عام 2014، تم اختياره في إي إس بي إن كريك إنفو سي إل تي 20 إكس آي.
في إحدى مباريات عيد الأم خلال الدوري الهندي الممتاز 2015، قدم جاديجا أداءً رائعًا في لعبة البولينج في تشيناي ؛ حيث حصل على أربعة ويكيتات مقابل 11 جولة مع فترة رائعة من البولينج ضد فريق راجاستان رويالز.
في المباراة التاسعة عشرة من الدوري الهندي الممتاز لعام 2021، سجل جاديجا 62 نقطة، بما في ذلك أعلى رقم على الإطلاق وهو 37 نقطة في آخر جولة لعبها هارشال باتيل. وفي وقت لاحق، حصل على 3/13 في أربع جولات، وتم اختياره كرجل المباراة.
تم تعيين جاديجا كقائد لفريق تشيناي سوبر كينجز قبل موسم الدوري الهندي الممتاز 2022، بعد تنحي إم إس دوني عن منصبه كقائد. ومع ذلك فقد تنحى عن منصبه في منتصف الموسم، وسلم القيادة مرة أخرى إلى دوني. تم استبعاده لاحقًا من البطولة بسبب إصابة في الضلع. قام جاديجا والفريق لاحقًا بإلغاء متابعة بعضهم البعض على إنستغرام، مما أدى إلى ظهور تقارير حول حدوث خلاف. لكن الرئيس التنفيذي لشركة سي إس كيه أكد أنه تم استبعاده بناءً على نصيحة طبية، ونفى مزاعم الخلاف.
في نهائي الدوري الهندي الممتاز لعام 2023، احتاج فريق تشيناي سوبر كينجز إلى 10 من الكرتين الأخيرتين. سجل جاديجا 6 و 4 ليمنح سي إس كيه اللقب.

## الحياة الشخصية
تزوجت جاديجا من ريفابا سولانكي في 17 أبريل 2016. لديهم ابنة ولدت في يونيو 2017. ريفابا هو عضو في المجلس التشريعي من ولاية غوجارات، ويمثل حزب بهاراتيا جاناتا. أخته ووالده أعضاء في المؤتمر الوطني الهندي.

## الصورة الإعلامية
أشادت وسائل الإعلام بمساهمات جاديجا في فوز الهند 4–0 في سلسلة الاختبارات على أستراليا في فبراير ومارس 2013، ووصفه جافاسكار بأنه أحد مهندسي الفوز. كما أشادت وسائل الإعلام أيضًا بسيطرة جاديجا على كلارك. تم اختيار جاديجا كأفضل لاعب في الأسبوع من قبل بوابة عالم الكريكيت بعد نهاية الاختبار الرابع.
منذ أدائه في بطولة آي سي سي وورلد توينتي 20 لعام 2009، أصبح جاديجا هدفًا مستمرًا للسخرية والنكات على بوابات الكريكيت ومن قبل مشجعي الكريكيت الهنود. على تويتر وفيسبوك، يُشار إليه مازحًا باسم السير رافيندرا جاديجا منذ انتشار نكتة عبر الإنترنت تصفه بنفس الاسم. عندما خرج جاديجا نظيفًا بعد 16 جولة دون أن يقدم أي تسديدة في مباراة تشيناي التجريبية ضد أستراليا في فبراير 2013، وصفت إحدى بوابات الكريكيت طرده بأنه «جاديجا يتخلف بفارق 284 جولة عن ما كان ليكون رابع قرن ثلاثي من الدرجة الأولى». بعد أدائه الجيد ضد أستراليا في سلسلة الاختبارات عام 2013، كانت هناك موجة من نكات جاديجا على تويتر تقارنه براجينيكانث. لقد تم تخريب مقالته على ويكيبيديا مؤقتًا للسخرية منه. في أبريل 2013، قام ماهيندرا سينغ دوني وسوريش راينا ورافيشاندران أشوين ‏، زملاء جاديجا في فريق تشيناي سوبر كينجز، بنشر العديد من النكات عن جاديجا على تويتر، وفي إحداها أشار دوني إليه باسم سري سري بانديت السير اللورد رافيندرا جاديجا. وردًا على ذلك، قال جاديجا في أبريل 2013 إنها كانت مزحة يستمتع بها الجميع، وأنه لا يجد أي مشكلة في استخدام البادئة السيد.
بسبب براعته في استخدام المضرب والكرة وأثناء اللعب، غالبًا ما يُطلق على جاديجا لقب «النجم الروك»، كما أطلق عليه شين وارن في الأصل. يحمل قميصه في الدوري الهندي الممتاز اسم «جادو» على ظهره بدلاً من جاديجا، وغالبًا ما يمكن سماع دوني وهو يناديه بهذا الاسم من خلف جذوع الأشجار.[بحاجة لمصدر] كان احتفال جاديجا بالسيف سمة شائعة في لعبة الكريكيت العالمية على مر السنين، حيث كان عادةً ما يقوم بذلك بعد تسجيله 50 أو 100. على الرغم من ذلك، فقد تعرض لانتقادات كثيرة بسبب إشارته إلى طبقته فيما يتعلق باحتفال السيف.
خلال بطولة كأس العالم للكريكيت 2019، انتقد المعلق سانجاي مانجريكار جاديجا ووصفه بأنه «لاعب قطع وأجزاء». اعتذر الأول بعد أداء جاديجا في البطولة.

## الجوائز
- فريق العام لبطولة آي سي سي يوم واحد دولي: 2013، 2016
- جائزة مادهافراو سينديا[الإنجليزية] لأكبر عدد من الويكيتات في كأس رانجي[الإنجليزية]: 2008–09
- احتل المركز الأول في أفضل 10 لاعبين متعددي المهارات في اختبار  [لغات أخرى]‏ آي سي سي  [لغات أخرى]‏ (2021)[103]
- جائزة أرجونا: 2019[104]

## وصلات خارجية
- رافيندرا جاديجا at ESPNcricinfo
- Ravindra Jadeja's profile page on تقويم وزدن للاعبي الكريكيت  [لغات أخرى]‏ (نسخة محفوظة 4 March 2016 على موقع واي باك مشين.)